# 香港政黨及議員LGBT權益取態
現時香港政府沒明確表達支持或反對。
親建制派政黨除了新民黨以外，大多持有保守或反對立場，包括立法訂立反性傾向歧視條例和同性婚姻立法。民主派方面，除個別政治人物外，均支持立法訂立反性傾向歧視條例，但在同性婚姻方面存在內部分歧。

## 支持
社會民主連線聯署.

### 工黨
- 工黨人權政綱當中列明：「檢討《刑事罪行條例》中有關同性性行為的條文，立法禁止公私營機構及個人基於性傾向或性別認同的歧視；並保障不同性傾向者在住屋、工作、教育、接受服務、使用設施及選擇配偶上獲得平等待遇；檢討《婚姻條例》中阻礙同性、跨性及變性者者締結婚姻的條文，保障同性伴侶獲得與異性伴侶平等之權利，包括但不限於締結為合法伴侶及組織家庭；政府亦應讓跨性別或變性者獲得在法律上締結伴侶關係的權利，其伴侶關係亦應享有與同性或異性伴侶平等之權利；同時，政府應修例全面承認跨性別或變性者在性別轉換手術後的性別，並予以支援；增強以包容為重點的公眾教育，讓市民更了解和接納不同的性傾向及性別認同。」[2]
- 何秀蘭認為拒絕同性婚姻，是歧視剝削同志，有違公義：「不能因為部分人的價值觀，便壓抑同志的公民權利」。[3]「由於本地法例(例如《入境條例》(第115章)及《房屋條例》(第283章))歧視少數性傾向人士，政府當局有責任採取行動，保障少數性傾向人士的權利，以及推廣人人皆應享有平等機會的理念。」[4]在2004年7月9日立法會討論《2001 年人體器官移植（修訂）條例草案》的會議中，她說：

|  | 「鑒於條文並無妥善照顧同性婚姻社羣的權益，所以我向立法會提交修正案，以確保同性婚姻社羣的權利。」「香港的《婚姻條例》（第181 章）將婚姻定義為獲法律承認的一男一女自願終身結合，不容他人介入。因此，根據此定義從狹義看，並不包括現時部分國家法律或法庭認可的同性婚姻。雖然，香港作為國際社會一分子，是有義務和責任承認其他司法區的認可的婚姻，但由於我們第181 章不是這樣寫，為免生疑問，我便提出了修正案，在條例草案建議的第5A 條加入以下字眼：“‘婚姻’（marriage）包括一項在香港以外地方按照當地當時施行的法律舉行婚禮或締結的同性婚姻。」 |

### 社會民主連線
「基於每一弱勢社群固有的尊嚴與獨特性，我們求實踐對每一社群的關懷與尊重，政府應致力消除包括性傾向在內的不同形式歧視。因此，我們要求特區政府透過以下五項措施，保障任何人士免受基於性傾向及性別認同的歧視、騷擾及嚴重中傷；規管政府、公共機構、私人機構及個人，不能在僱傭、教育、提供設施及服務、審批組織會籍、頒授專業資格及廣告宣傳等範疇，作出歧視行為：
- 落實聯合國「經濟、社會、文化權利委員會」的審議結論，以立法方式，消除基於性傾向及性別身分而作出的歧視行為。
- 讓同性伴侶獲得與異性伴侶平等之權利，以達到《人權法》及《基本法》對平等的要求。
- 增撥資源，訂定政策，教育公眾認識性傾向、性別認同及平等機會。
- 透過社會福利署和社福機構，提供包容同志性小眾的青少年、家庭及社會服務。
- 立法禁止年齡歧視、性傾向歧視、種族歧視，以及成立「人權委員會」，監察各種歧視行為。」

### 新民黨
「平等機會
- 研究訂立法例，將基於性別認同及性傾向的歧視定為違法行為。
- 立即停止政府撥款或以任何方式支持更正治療等不健康或排斥不同性傾向人士的做法。
- 增撥資源以協助教師處理與排斥不同性傾向有關的校園欺凌。
- 確保不同性傾向人士及跨性別人士不被歧視，並鼓勵社會有一個健康理性的討論。」

### 香港眾志
- 《性傾向歧視條例》 立法刻不容緩
- 設立夥伴登記制度 推進同性婚姻法案
- 設立性別承認法  保障跨性別人士權益

### 人民力量
- 陳志全是香港立法機關首名同志議員，亦是兩岸四地第一位公開同性戀的政治人物。[9]他說會以自身經歷游說其他議員支持反性傾向歧視條例，甚至修訂《婚姻條例》，為香港同性戀人士爭取合法權益。[10][11]有傳媒形容他為「港版夏菲·米克」。[12]

## 反對

### 民建聯
- 李慧琼：2012年對何秀蘭提出的同志平權議案投下反對票。[13]至2017年立法會審議私營骨灰安置所條例，泛民有議員提出修訂，爭取非血緣及非婚姻關係人士可申請領回骨灰。李慧琼指責泛民議員加入修訂屬「偷襲」，試圖將海外同性婚姻引入香港，「僭建」親屬的定義。[14]
- 葉國謙
- 周浩鼎
- 蔣麗芸：2019年7月，蔣麗芸於其臉書專頁上發布一段影片，攻擊岑子杰的同性戀身分，並質疑他刻意隱瞞[15]，然而岑子杰早已於十多年前公開「出櫃」[15]，他後來在社交媒體對此作出回應，指相關攻擊「無力」，並表示願與其他性傾向人士一起繼續同行[16]。

### 工聯會
工聯會郭偉強就曾經就自己襲擊陳志全一事，多次攻擊陳志全的性取向。

### 何君堯
2017年立法會審議私營骨灰安置所條例，泛民有議員提出修訂，爭取非血緣及非婚姻關係人士可申請領回骨灰。何君堯批評，修訂有如「順手牽羊」，順帶引入同性婚姻，并指称同志为「畜牲」。
2021年7月，何君堯指控ViuTV劇集《大叔的愛》違反大陸的三孩政策及國安法第二十三條。
2024年12月，何君堯主張香港政府應向人大常委會提請釋法，藉此推翻梁鎮罡案等不利香港婚姻制度的法院判決。
2025年2月，何君堯提出「守護本港一男一女、一夫一妻婚姻制度」動議，獲大多數議員同意通過。

## 資料來源
1. ↑  ,   [2019-01-30] （英语）
2. ↑  . 工黨 Labour Party. 2011-12-10  [2018-05-12]. （原始内容存档于2019-12-30） （中文（臺灣））. （页面存档备份，存于）
3. ↑  . 《亞洲週刊》.   [2011-05-01]. （原始内容存档于2019-06-04） （中文（繁體））. （页面存档备份，存于）
4. ↑  立法會.  (PDF). （原始内容存档 (PDF)于2016年3月4日）. （页面存档备份，存于）
5. ↑   (PDF). 立法會.   [2004-07-09]. （原始内容存档 (PDF)于2023-02-19） （中文（繁體））. （页面存档备份，存于）
6. ↑  . www.lsd.org.hk.   [2018-05-12]. （原始内容存档于2016-07-06） （美国英语）. （页面存档备份，存于）
7. ↑  .   [2018-05-12]. （原始内容存档于2017-01-12） （中文）. （页面存档备份，存于）
8. ↑  . 香港眾志 Demosistō.   [2018-05-12]. （原始内容存档于2019-06-11） （中文（香港））. （页面存档备份，存于）
9. ↑  . 《亞洲週刊》.   [2012-09-23]. （原始内容存档于2019-06-03） （中文（繁體））. （页面存档备份，存于）
10. ↑  . 《東方日報》.   [2012-09-10]. （原始内容存档于2021-03-04） （中文（繁體））. （页面存档备份，存于）
11. ↑  . 《蘋果日報》.   [2012-10-15]. （原始内容存档于2017-07-06） （中文（繁體））. （页面存档备份，存于）
12. ↑  . 《AM730》.   [2012-09-19]. （原始内容存档于2016-03-05） （中文（繁體））. （页面存档备份，存于）
13. ↑  特約轉載. . Ｇ點電視. 2016-07-27  [2019-12-30]. （原始内容存档于2019-12-30） （中文（臺灣））. （页面存档备份，存于）
14. 1 2  李大煒. . 香港01. 2017-05-25  [2019-12-30]. （原始内容存档于2019-12-30） （中文（香港））. （页面存档备份，存于）
15. 1 2  .   [2019-07-09]. （原始内容存档于2019-07-09）. （页面存档备份，存于）
16. ↑  . 立場新聞 Stand News.   [2019-07-08]. （原始内容存档于2019-07-07） （英语）. （页面存档备份，存于）
17. ↑  .   [2020-07-28]. （原始内容存档于2020-08-26）. （页面存档备份，存于）
18. ↑  . www.facebook.com.